# Zbór Kościoła Ewangelicznych Chrześcijan „Getsemane” w Warszawie
Zbór Kościoła Ewangelicznych Chrześcijan „Getsemane“ w Warszawie – ewangeliczna wspólnota chrześcijańska mająca siedzibę w Warszawie, przy ulicy Stanisławowskiej 14.

## Charakterystyka
Zbór „Getsemane“ założony w 1997 roku jest częścią Kościoła Ewangelicznych Chrześcijan, należącego do rodziny wolnych kościołów protestanckich. Założycielem Zboru i pierwszym pastorem był Tadeusz Jarosz, następnie w latach 2003-2009 pastor Daniel Jarosz i ponownie Tadeusz Jarosz do 2011.

## Działalność
Nabożeństwa odbywają się w każdą niedzielę o godzinie 10.30 oraz w każdy czwartek o godzinie 16.30. Charakteryzują się one prostą formą i składają się z kazań opartych na Biblii oraz wspólnego śpiewu i modlitwy. W czasie niedzielnych nabożeństw odbywają się zajęcia Szkoły Niedzielnej dla dzieci. Zbór prowadzi również działalność społeczną i współpracuje z innymi kościołami i organizacjami o charakterze ewangelicznym. 
Ze zborem blisko powiązana jest Ewangeliczna Fundacja Przyjaciół Rodziny, prowadząca ośrodki „Arka-1“ w Opypach w gminie Grodzisk Mazowiecki oraz „Arka-2” przy ul. Stanisławowskiej 14 w dzielnicy Praga-Południe w Warszawie.  
Arka-1 jest ośrodkiem konferencyjno-wypoczynkowym, gdzie organizowane są m.in. szkolenia wychowawców i liderów, meetingi motywacyjne, duszpasterstwo  rodzinne, zjazdy okolicznościowe, spotkania dla nastolatków, Niedzielne Familiady Rodzinne, Wigilie, Powitania Nowego Roku, Forum z ok. Dnia Kobiet, Majówki, Poradnictwo terapeutyczne na miejscu i po domach,  turnusy wypoczynkowe i integracyjne również dla dzieci z rodzin ubogich i zagrożonych odrzuceniem społecznym, z problemem alkoholowym czy innymi nadużyciami patologicznymi oraz współpraca z lokalnymi organizacjami społecznymi i kościołami.
Z kolei w Arce-2 prowadzona jest stacjonarna pomoc dla najuboższych, m.in. punkt wydawania żywności, świetlica z pomocą w odrabianiu lekcji, kółka zainteresowań dla dzieci i młodzieży, a także pomoc dla osób dotkniętych problemem alkoholowym i przemocą domową. 